# تومي غوستافسون
تومي غوستافسون (بالسويدية: Tommy Gustafsson)‏ هو لاعب كرة قدم سويدي، ولد في 2 يوليو 1948. لعب مع نادي لاندسكرونا ‏.